# B.Kodur
B.Kodur là một mandal thuộc huyện Kadapa district, bang Andhra Pradesh.